# ماريانو بولياسينو
ماريانو أدريان بولياسينو (بالإسبانية: Mariano Adriàn Bogliacino)‏ الشهير باسم ماريانو بولياسينو (مواليد 2 يونيو 1980 في كولونيا ديل ساكرامينتو - الأوروغواي) لاعب كرة قدم أوروغواياني يلعب حاليا لصالح نادي الدرجة الأولى نابولي الإيطالي منذ 2005 في مركز الوسط المدافع كما يجيد اللعب في مركزي الوسط المهاجم والجناح الأيسر .

## روابط خارجية
- ماريانو بولياسينو على موقع قاعدة بيانات كرة القدم.إي يو (الإنجليزية)
- ماريانو بولياسينو على موقع Soccerway.com (الإنجليزية)
- ماريانو بولياسينو على موقع عالم كرة القدم.نت (الإنجليزية)